# Таинственная реликвия
Видео Иисуса (нем. Das Jesus Video) — фантастический фильм режиссёра Себастьяна Ниманна 2002 года, снятый по одноимённому роману Андреаса Эшбаха «Видео Иисуса». В российском прокате выходил под названиями «В поисках древней гробницы» и «Таинственная реликвия».
В центре сюжета — поиски видеозаписи, запечатлевшей жизнь Иисуса Христа. В фильме поднимаются проблемы путешествий во времени, вопросы веры и неверия, любви, поведения людей в экстремальных ситуациях.

## В ролях
- Маттиас Кёберлин[нем.] — Штеффен Фогт (роль дублировал Александр Клюквин)
- Найке Ривелли[итал.] — Шарон
- Ману Любовски[нем.] — Иешуа
- Ханс Диль[нем.] — Скафаро
- Дитрих Холлиндербоймер[нем.] — Джон Каун
- Хайнрих Гискес[нем.] — профессор Уилфорд
- Фрэнк Шарл[нем.] — Райан
- Робинсон Райхель[нем.] — Роланд Юнг
- Марио Холетцек[нем.] — Ден

## Сюжет
В начале XXI века в ходе археологических раскопок вблизи Иерусалима немецкий студент Штеффен Фогт обнаруживает скелет человека, чей возраст с помощью метода радиоуглеродного анализа определён в 2000 лет. При нём найдена инструкция к ещё не поступившей в продажу камере Sony и записка с именем Иисуса. Пришедшее в голову Штеффена объяснение: скелет принадлежит путешественнику во времени, а упомянутая камера может содержать запись с изображением Иисуса. Теперь он видит своей задачей найти камеру, но этому препятствует бизнесмен Джон Каун, финансирующий экспедицию и желающий извлечь максимальную выгоду из обладания уникальной находкой, а также представители Ватикана, опасающиеся, что обнародование находки пошатнёт устои католической церкви. Когда Штеффен, отстранённый от работ со своей находкой, забирается в музей за запиской, его проникновение обнаруживается, и он превращается в беглеца, чьи силы не равны в сравнении со столь могущественными преследователями. Он находит убежище у Шарон, с которой познакомился на раскопках, а её жених Иешуа после некоторых колебаний начинает помогать в поисках. При этом взгляды Штеффена как атеиста находятся в конфликте с мировоззрением его спутников. Однако преследователи убивают друга Штеффена Дена, посольство отказывает ему в помощи, а израильские власти присоединяются к охоте. В поисках ключа к указаниям записки пути Штеффена вновь пересекаются с дорогой Кауна, чей фургон удаётся угнать и получить от Кауна сведения о том, что в погоне участвует третья сила, а фирма Кауна, проводящая, среди прочего, эксперименты с перемещениями во времени, и будет отправителем путешественника в библейские времена. Расшифровав указания записки на местонахождение камеры, с помощью профессора Уилфорда друзья находят путь к тайнику в Стене Плача. Однако профессора убивают, тайник оказывается пуст, а Штеффен вновь должен бежать. Обнаружив в библиотеке указания на то, что ход к тайнику был прорыт в средневековье армянскими монахами, перепрятавшими, как рассказывает легенда о зеркале, полюбившем образ Учителя, реликвию в своём монастыре, друзья отправляются в этот монастырь, но по пути в очередной схватке с преследователями Иешуа смертельно ранят. Теперь ничто не разделяет полюбивших друг друга Штеффена и Шарон.
Герои обнаруживают монастырь разорённым, но единственный выживший монах вручает Штеффену камеру, требующую для работы подзарядки. В ходе последней погони Шарон ранена, и как полагает Штеффен после своего прихода в сознание, мертва. Представитель Ватикана Скафаро, остановивший их путь, предлагает Штеффену взглянуть на видеозапись. Кроме Иисуса Христа, на видеозаписи оказываются Штеффен и Шарон, и Штеффен понимает, что они и будут путешественниками во времени. Подоспевшие вертолёты израильской армии уничтожают преследователей вместе с видеокамерой, а Шарон по настоянию Штеффена возвращают к жизни.

## Предшественники
Некоторые идеи фильма неоднократно обыгрывались в предшествующей научно-фантастической литературе и кинематографе. Например, идею путешествия во времени впервые высказал Герберт Уэллс в знаменитом романе «Машина времени», а конкретно идея посещения библейских времён, чтобы убедиться в подлинности бытия Иисуса Христа обсуждалась в рассказе Ричарда Мэтисона «Путешественник» и романе Майкла Муркока «Се человек».
Связанный с ключевым для фильма преследованием героя несколькими группировками, независимо друг от друга желающими выведать у него тайну, которой он не обладает, сюжетный ход, когда от пыток первых героя избавляют другие, но впоследствии обнаруживается иллюзорность избавления, перекликается с рядом других фильмов, например, «Марафонец».

## Награды
Получил в 2003 году премию Deutscher Fernsehpreis за лучшие декорации.

## Названия в международном прокате
Хотя немецкое название фильма совпадает с названием послужившей основой сюжета книги, в международном прокате фильм получил и иные названия:
- США: The Hunt for the Hidden Relic, также Ancient Relic
- Франция: À la poursuite du passé
- Испания: El enigma de Jerusalén
- Венгрия: Az elveszett Jézus-videó nyomában
- Бразилия: O Vídeo de Jesus

В России фильм известен также под вторым американским названием «Охотники за реликвией».

## Расхождения с книгой
- Имена главных героев в книге — Стивен (американец) и Юдифь, а в фильме — Штеффен (немец) и Шарон.

- В книге запись осуществляется на видеокассету, а в фильме — на жёсткий диск видеокамеры, в связи с чем существенно изменена концовка: в книге кассету тиражируют до уничтожения, а в фильме запись гибнет безвозвратно.

- В фильме меньше мистики. Исчезла одна из особенностей видеозаписи, в которой неясно мелькает Иисус Христос: согласно книге, одни под влиянием увиденного проникаются верой, другие же не видят во взгляде Мессии ничего особенного.

- В книге первооткрыватель скелета и путешественник во времени — разные лица, а в фильме — одно.

## Интересные факты
- Съёмки происходили не в пустыне Негев (как по сюжету), а в Марокко под Касабланкой.
- При обсуждении значения указаний записки путешественника во времени на местоположение камеры «L 15 4» Штеффен предполагает, что это ссылка на Библию, где L = «Евангелие от Луки», но Иешуа не находит такого места в тексте. На самом деле это начало притчи «кто из вас, имея сто овец и потеряв одну из них, не оставит девяноста девяти в пустыне и не пойдет за пропавшею, пока не найдет её?».